# Bataille de Dara
Guerres perso-byzantines
Batailles
- Amida (502-503)

Guerre d'Ibérie
- Thannuris (528)
- Dara (530)
- Satala (530)
- Callinicum (531)

Guerre lazique
- Phasis (555-556)

Guerre pour le Caucase
- Constantine (582)
- Solachon (586)
- Martyropolis (588)

Guerre de 602 - 628
- Antioche (613)
- Césarée (614)
- Jérusalem (614)
- Égypte (618-621)
- Sarus (625)
- Constantinople (626)
- Tbilissi (627-628)
- Ninive (627)

La bataille de Dara est une bataille qui eut lieu en 530 à la frontière de l’Empire romain d’Orient et de l’Empire sassanide près de la forteresse de Dara. Cette bataille est l’une des premières victoires de Bélisaire, l’un des meilleurs et des plus fiables officiers de l’Empereur Justinien, ainsi que le commandant en chef de l’invasion et de la conquête du royaume vandale en Afrique du Nord lors de la reconquête de Justinien. Dara (aussi appelé Anastasiouspolis) est une forteresse construite par l’Empereur Anastase Ier entre 505 et 507. Elle est érigée comme base militaire dans le but de défendre la frontière avec le territoire perse.Dara est protégée des collines au nord, à l’est et à l’ouest. Dara possède également deux ressources naturelles importantes. D’abord, il y a une abondance de pierres pouvant servir à la construction de fortifications. L’eau qui passe à travers la forteresse est un autre élément primordial pour assurer la défense de la cité.

## Sources
Les informations disponibles pour la bataille de Dara nous viennent presque exclusivement des écrits de Procope de Césarée. Procope est un historien byzantin dont l’œuvre est consacrée au règne de l’Empereur Justinien, ainsi qu’aux conquêtes de celui-ci; témoin oculaire de la bataille, il en donne des détails assez précis. Zacharie, patriarche de Jérusalem, est l’autre source d’importance, avec sa chronique de Syrie concernant la bataille de Dara. Il confirme le rôle primordial des Hérules. Comme Procope, il met une emphase particulière sur l’excès de confiance des Perses lors de la bataille.Les autres chroniqueurs n’ont pas ajouté d’éléments au récit sauf le moine Théophane qui date la bataille de Dara de juin 530.

## Contexte
Durant les dernières années du règne de Justin I, entre les années 518 et 527, les tensions reprennent entre le Royaume perse sassanide et l’Empire romain d’Orient. Les causes sont nombreuses. Le roi perse, Kavadh 1er, tente d’imposer le zoroastrisme sur le royaume chrétien d’Ibérie qui est sous contrôle perse. Le roi d’Ibérie s’est rebellé et a donc demandé de l’aide aux Romains. Mais Kavadh veut à la fois assurer la neutralité des Romains pour que son fils Khusru soit favorisé par les Romains lors du choix du prochain roi perse. Il propose donc à l’Empereur Justin d’adopter son fils. L’Empereur accepte, mais ses conseillers refusent. Le roi perse et son fils sont donc très insultés par ce refus. Cela favorise encore davantage la volonté de Kavadh d’en découdre avec le roi d’Ibérie et de provoquer les Romains. Justin ordonne alors aux jeunes officiers Sittas et Bélisaire d’organiser une contre-attaque sur l’Arménie perse, mais celle-ci se solde par un échec contre des Perses plus nombreux. En Mésopotamie, pendant ce temps, les Romains repoussent les Perses à la forteresse de Nisibe, mais ils y sont vaincus. Au début de l’année 527, l’Empereur Justin décède et le nouvel Empereur, Justinien, commence son règne en proposant un traité de paix avec les Perses. Mais puisque Kavadh se voit refuser l’adoption de son fils par les Romains, il décide de déclarer une nouvelle guerre contre les Romains après une très courte période de paix. En réaction, Justinien adopte une politique visant à contenir l’avancée des armées perses par la force, des trêves ou des paix peu coûteuses. De plus, il tente à la fois de favoriser l’effort de christianisation à l’est pour contrecarrer la poussée de la religion perse, et d'explorer également des routes permettant de contourner le territoire perse afin de s’affranchir du contrôle que les Sassanides exercent sur le commerce avec l’Extrême-Orient. Justinien entreprend aussi de réorganiser la frontière, surtout dans les régions du Caucase où les premières confrontations ont eu lieu. Par contre, la région comprise entre Dara et Circésium demeure sans défense face aux raids Arabes et Perses. Bélisaire est alors nommé duc de Mésopotamie. Il tente de protéger le fort de Thannouris, mais de nouveaux raids surviennent. La cavalerie de Bélisaire est mise en échec et il doit se replier sur Dara. Justinien demande à Bélisaire de consolider les murailles de Dara et tente de négocier avec Kavadh, mais les négociations traînent. Justinien veut terminer cette guerre sans dommages et au moindre coût. Kavadh, par contre, veut bloquer la politique impériale des Romains qu’il estime menaçante surtout après le refus à sa proposition d’alliance. Il veut donc obtenir des succès avant de commencer à négocier sérieusement. Justinien envoie des ambassadeurs, Hermogène et Rufin, pour connaître les conditions de paix de Kavadh. Celui-ci demande à Justinien de lui verser une partie de ses réserves en or et lui donne un an de trêve pour accepter. Justinien ne peut accepter ces termes, car ses finances sont très grandement réduites à cette époque. Il tente tout de même de renouer les négociations en envoyant Hermogène et Rufin encore une fois auprès de Kavadh, mais ceux-ci sont bloqués à Dara.
Puisque Justinien ne répond pas à ses demandes, le roi des Sassanides décide de mettre sa menace d’attaque à exécution. Il lance une attaque sur les territoires romains lors de l’été 530 et brise ainsi la trêve. Il divise son armée sur deux fronts. Un front se trouve en Arménie romaine et l’autre sur la forteresse de Dara. Dara est un lieu important puisque directement située à la frontière du royaume sassanide. En 530, les Romains croient que les négociations avec Kavadh sont encore possibles, mais Justinien sait que la mission de ses deux ambassadeurs va probablement échouer. Il prend donc des précautions en vue d’une attaque des Perses sur Dara. Il envoie une armée de 25 000 hommes à Dara l’année précédant la bataille. Cette armée est sous le commandement de Bélisaire qu’il nomme magister militum per Orientem, c’est-à-dire chef de l’armée orientale de l’Empire.

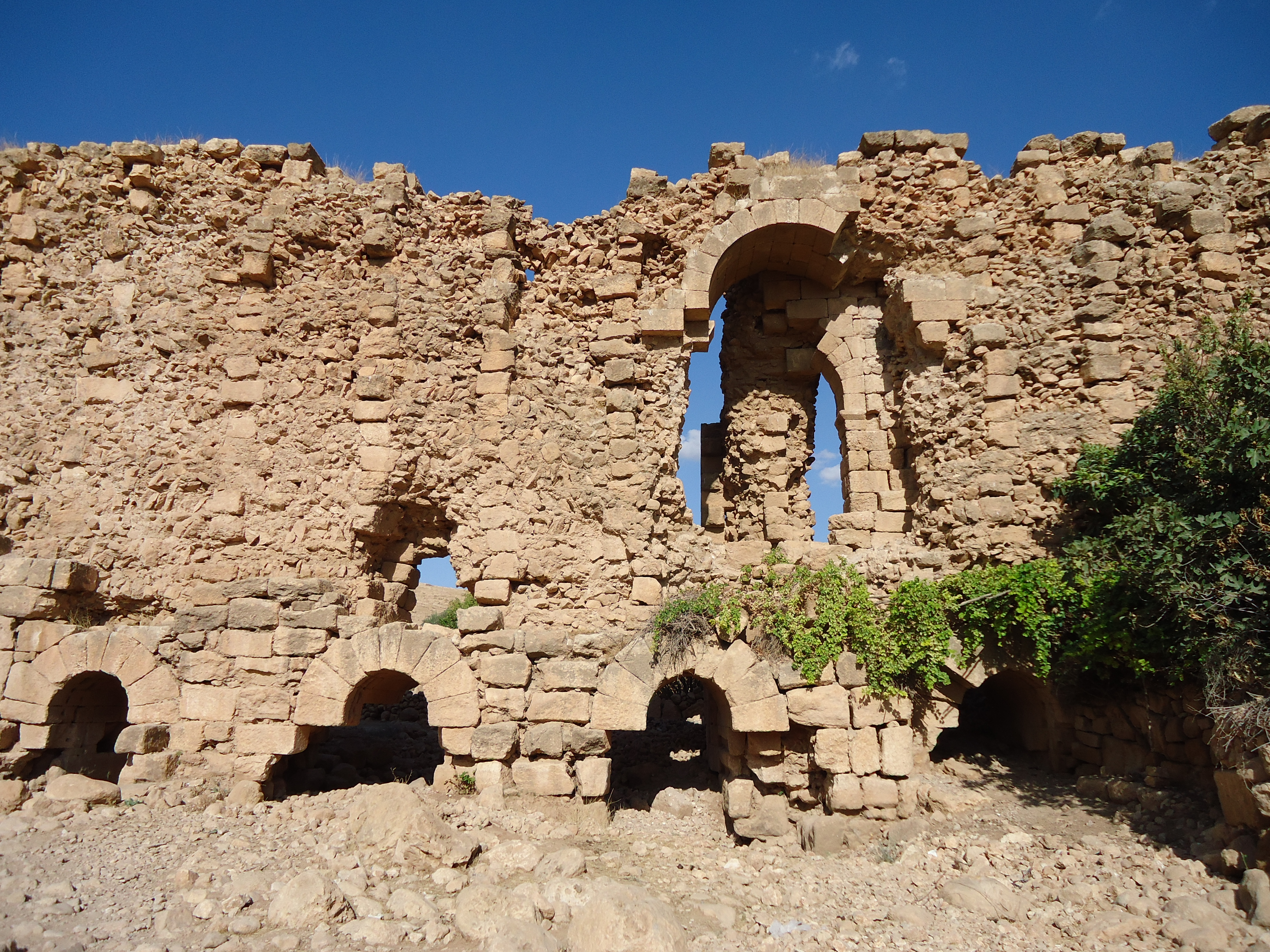
Les Fortifications de Dara

## Phases préliminaires de la campagne
En voyant cette mobilisation des troupes romaines, les Perses décident d’attaquer Dara avec 70 000 hommes et de diviser leur commandement en trois. Au mois de juin, il devient clair pour Kavadh que les Romains ne recevront pas de renforts. C’est pourquoi il refuse de rencontrer les ambassadeurs romains et ordonne d’attaquer l’armée romaine à Dara. Justinien ordonne également à Bélisaire de construire une forteresse devant Dara, à proximité de la frontière et de la ville de Nisibe, que les Perses tiennent depuis 363. Mais c’est un échec total. Cela ne fait que confirmer que Justinien se prépare à attaquer. Alors que Hermogène et Rufin s’apprêtent à franchir la frontière pour reprendre les négociations, Bélisaire apprend qu’une grande armée perse se dirige vers Dara dans l’intention de l’assiéger, de la prendre et de la raser. Les Perses sont placés sous le commandement de Pérozès qui porte le titre de mirrane. Pérozès fait preuve d’arrogance en demandant à Bélisaire de lui préparer un bain à Dara pour qu’il puisse s’y prélasser le lendemain. Peut-être pour démontrer sa confiance, Pérozès choisit le chemin le plus évident pour attaquer les Romains. De Nisibe, il suit la route vers Constantia, mais il fait halte et établit un camp à Ammodius. À ce moment, il n’est qu’à 20 stades au sud de Dara.
Bélisaire dispose en conséquence son armée devant Dara. Il fait construire un fossé rectiligne devant la porte de Dara. Bélisaire construit ce système de tranchées pour empêcher la cavalerie ennemie de charger l’infanterie romaine. De plus, la tranchée permet de compenser l'avantage numérique des Perses. Ainsi les Romains peuvent placer leurs meilleurs éléments sur les flancs tout en minimisant les dangers au centre. Cette tranchée sert aussi de point fixe aux commandants qui peuvent organiser la cohésion de l’armée romaine. Derrière cette ligne, il dispose son infanterie équipée d’arcs à longue portée, de piques et de javelots pour les combats rapprochés. Devant cette ligne, il place sa cavalerie légère, Sunicas et Aïgan à la tête de 600 chevaliers à gauche, Simas et Ascan avec le reste de la cavalerie légère à droite. Sur l’aile gauche, Bouzès avec un contingent de cavalerie lourde et les 300 cavaliers hérités de Pharas ; sur l’aile droite, se trouve le reste de la cavalerie lourde. Bélisaire et ses bucellaires, ainsi que Hermogène se trouve au centre de l’infanterie. Pérozès adopte une position en tout point semblable à celle de l’armée de Bélisaire, en conservant avec lui, en arrière-garde, le corps des immortels, une unité d’élite.
On pourrait se demander pourquoi Bélisaire a mobilisé son armée à l’extérieur de Dara ? C’est probablement parce que les fortifications de la ville n’avaient pas encore été assez renforcées. C’est seulement depuis l’arrivée de Justinien au pouvoir que le renforcement des défenses a débuté et que les hostilités entre les deux ennemis ont recommencé définitivement.

## Les forces en présence
Le total des forces romaines s’élève à 25 000 hommes, dont 300 Hérules et au moins 1200 Huns. Par contre, nous n’avons pas d’indications précises sur le nombre exact de soldats présents dans chaque unité. L’unité de Bélisaire et de Hermogène était positionnée au centre derrière l’infanterie. La plupart de ces unités sont composées de bucellari, des troupes d’élite prêtes à intervenir sur n’importe quel front éprouvant des difficultés. Les Hérules, sous le commandement de Pharas, occupent un rôle très important dans la bataille. Justinien utilise beaucoup les Hérules dans ses guerres. Les Hérules s’étaient vu donner un territoire dans l’Empire romain au cours du règne d’Anastase. Les troupes de Pharas servaient les Romains en tant que foederati, c’est-à-dire de troupes fédérées. Ces fédérés font partie des peuples auxquels l’Empire attribue un territoire à l’intérieur de ses frontières. Les troupes hunniques sont menées par une alliance de quatre commandants Huns. Ces troupes sont majoritairement composées d’archers à cheval. Ils sont très utilisés par Bélisaire lors des combats.
La description de Procope sur les forces perses et leur positionnement n’est pas très étoffée, mais on sait que Pérozès contrôle une force de 40 000 hommes avec 10 000 de plus qui arrivent plus tard de Nisibe. Il a le commandement des troupes perses centrales. L’aile droite est assignée à Pityaxes et l’aile gauche à Baresmanas. On pense que les noms de ces derniers sont probablement associés à des titres perses. L’armée perse est composée en grande partie de paysans ce qui éclaire sur le fait que les romains n’abandonnent pas Dara malgré leur infériorité numérique.

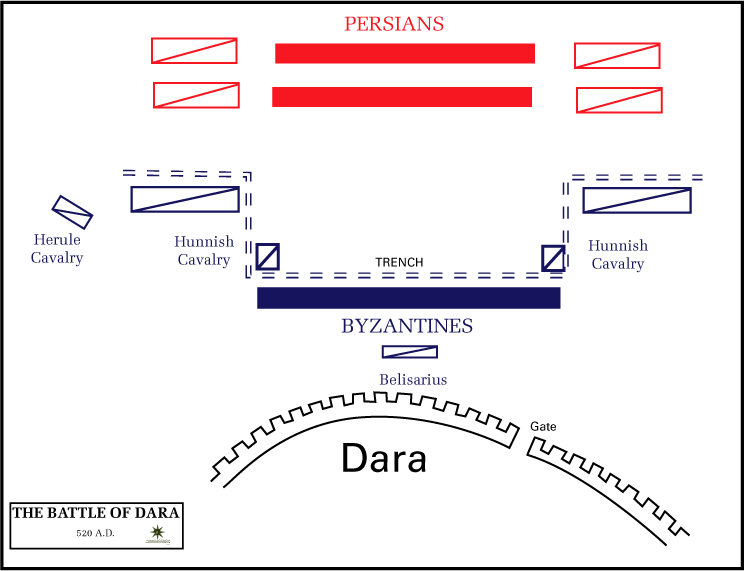
Disposition des armées avant la bataille.

## Déroulement
Selon de récentes recherches, il est très probable que la bataille ait eu lieu à environ 2 ou 3 km au sud de Dara. Le camp des Perses se serait trouvé au nord, à près de 1 ou 2 km d’Ammodius. La distance entre le camp perse et la position romaine est de 20 stades (environ 3700 mètres). Ce chiffre est donné par le récit que Procope de Césarée fait des guerres de Justinien.
Le premier jour de la bataille, Bélisaire déploie ses forces à l’aube. Les Perses, arrivant d'Ammodius et surpris par la préparation des Romains, décident de ne pas engager le combat immédiatement. Dans l’après-midi, Pérozès envoie une escouade de cavalerie de l’aile droite pour tester le courage des Romains. L’escouade est repoussée par les forces de Bouzès et de Pharas. À ce moment, il est évident qu’il n’y aura pas de bataille en ce jour. On assiste alors à une série de duels. On dit que le Romain, Areobindus aurait battu le Perse Ardazanes. Ensuite, Procope décrit les deux combats remportés par Andreas contre deux soldats perses qui l’auraient défié. Après le second duel, les Perses se retirent à Ammodius, et les Romains dans leur camp. Le jour suivant, il n’y a aucun combat. Alors que les Perses reçoivent en renfort 10 000 hommes venant de Nisibe, Bélisaire et Hermogène tentent de persuader Pérozès de se retirer et de rouvrir les négociations. Le général perse refuse la proposition, parce qu’il ne fait plus confiance aux promesses romaines à la suite des refus des demandes de Kavadh.

### Phase 1
Le lendemain, au lever du soleil, Pérozès installe son armée comme lors de la première journée. Bélisaire fait de même avec ses troupes. Alors que les deux armées déploient leurs forces, Pharas suggère à Bélisaire de se positionner derrière la colline afin d’attaquer les Perses sur leurs arrières, pour semer la confusion. Bélisaire accepte la proposition de Pharas. Les Perses n’attaquent pas immédiatement. Ils tentent de prendre avantage sur les Romains en les attaquant lors de leur repas du midi, car les Perses mangent plus tard dans l’après-midi. Les Perses ouvrent les hostilités par une volée de flèches. Les Romains répliquent, mais ils sont désavantagés. Les Perses ayant une meilleure vitesse de feu et ils peuvent utiliser différentes rotations d’archer.
Cette attaque aurait dû provoquer des pertes considérables chez les Romains, mais le vent est défavorable aux Perses, réduisant ainsi l’impact de leur flèches.

### Phase 2
Après cet échange de flèches, les deux armées s’affrontent au corps à corps sur les deux flancs. Ce sont les troupes de Bouzès qui subissent le plus de perte au début du combat, mais les succès des Perses sont de courte durée. Alors que les hommes de Bouzès sont quelque peu en désordre, la cavalerie de Sunicas et Aïgan attaque sur le flanc gauche des Perses. Au même moment, les Hérules de Pharas émergent de la colline et foncent directement sur les Perses par l’arrière. L'attaque des Perses est mise en échec. Les Romains gardent leur discipline et ne se lancent pas dans la poursuite.

### Phase 3
Pérozès décide ensuite d’attaquer l’aile droite romaine avec toute son aile droite, ainsi qu’avec ses meilleurs hommes, les Immortels. Bélisaire aperçoit bien la manœuvre. Il envoie donc les troupes de Sunicas et Aïgan sur l’aile droite pour la renforcer. Il y a désormais 1200 Huns protégeant le centre et l’aile droite romaine. Les Romains utilisent la technique qui a fait leur succès du côté gauche. Les Perses renforcent leurs troupes, mais les Romains envoient encore plus de cavalerie sur leur flanc.

### Phase 4
Les Perses chargent alors les Romains sur leur aile droite. Les soldats romains ne peuvent résister au choc et doivent donc reculer. Par contre, lors de cette attaque, les Perses eux-mêmes se sont désorganisés et deviennent vulnérables à une attaque romaine sur leur flanc. Les Huns, sous l’impulsion de Bélisaire, chargent le flanc des Perses provoquant ainsi une fracture des forces perses. La mêlée tourne naturellement ensuite à la faveur des Romains, et les Perses prennent la fuite. ils essuient de nombreuses pertes pendant cette fuite, puisque l’infanterie est incapable de couvrir la retraite de la cavalerie.
Bélisaire et Hermogène empêchent ensuite les Romains de poursuivre les Perses trop loin, puisque ceux-ci pourraient se regrouper et contre-attaquer.

## Conséquences
Selon Procope, les Perses auraient perdu la moitié de leurs troupes lors de la bataille, l'affirmation semble quelque peu exagérée selon les experts. La bataille de Dara est très importante, car elle confirme l’intérêt stratégique de cette forteresse dans la région apportant la sécurité sur cette frontière. Par cette victoire, les Romains peuvent concentrer leur énergie dans la campagne d’Arménie qui tourne à leur avantage. Ces campagnes fructueuses combinées avec la mort de Kavadh en 531 contribuent à l’élaboration d’une paix en 532 entre l’Empereur Justinien et le nouvel empereur perse, Khusro.
Cette paix permet l’envoi d’un plus grand nombre de troupes et de ressources pour la reconquête de l’Empire romain d’Occident, voulue par Justinien. D’un point de vue tactique, cette bataille est significative parce que c’est davantage la cavalerie, dans les deux camps, qui a joué un rôle majeur dans la bataille plutôt que l’infanterie, chose inhabituel dans l’armée romaine pour l'époque.